# Maurizio Malvestiti
Maurizio Malvestiti (* 25. srpna 1953 Marne) je italský římskokatolický duchovní a teolog, biskup v Lodi. Je také velkopřevorem místodržitelství Řádu Božího hrobu pro severní Itálii.

## Život
Narodil se 25. srpna 1953 ve čtvrti Marne (Filago).
Vstoupil do kněžského semináře v Bergamu. Po studiu teologie byl 11. června 1977 arcibiskupem Clementem Gaddi vysvěcen na kněze a inkardinován do Diecéze Bergamo. Po vysvěcení studoval lingvistiku a literaturu na Univerzitě v Bergamu. Následně odešel do Říma, kde se věnoval dalšímu studiu teologie. Po návratu do diecéze se stal farním vikářem v Pedrengu a vicerektorem střední škole kněžského semináře.
Roku 1994 se stal úředníkem Kongregace pro východní církve a osobním sekretářem prefekta kongregace. O dva roky později mu byl udělen titul Kaplan Jeho Svatosti a 26. srpna 2006 Prelát Jeho Svatosti. Dne 19. června 2009 jej papež Benedikt XVI. jmenoval podsekretářem kongregace a 1. srpna byl také ustanoven rektorem kostela San Biagio degli Armeni. Byl zodpovědný za úřad pro studium a formaci. Věnoval se výuce na Papežském východním institutu.
Dne 26. srpna 2014 jej papež František jmenoval biskupem Lodi. Biskuoské svěcení přijal 11. října z rukou kardinála Leonarda Sandri a spolusvětiteli byli biskup Francesco Beschi a biskup Giuseppe Merisi. Od června 2018 je velkopřevorem místodržitelství Řádu Božího hrobu pro severní Itálii a od ledna 2022 papežským delegátem Řádu Mechitaristů.